# Noble M10
La Noble M10 est le premier modèle d'supercar du constructeur britannique Noble, commercialisé entre 1999 et 2000. C'est un cabriolet 2 portes et 2 places, motorisé par un bloc atmosphérique Ford V6 Duratec de 2.5 L délivrant 168 cv. La M10 est remplacée par la M12. Seuls 6 exemplaires de la voiture ont été construits, car les clients ont basculé leurs commandes sur la M12.
Les performances de la M10 sont similaires à celles de la Lotus Elise.

## Performance
- 0-100 km/h : 6.4 s
- 1000 m départ arrêté : 26.8 s
- 0-60 mph = 5.9 s
- 0-100 mph = 16.9 s
- 0-1/4 mile = 14.56 s
- Vmax = 217 km/h